# Fritz-Gerald Schröder

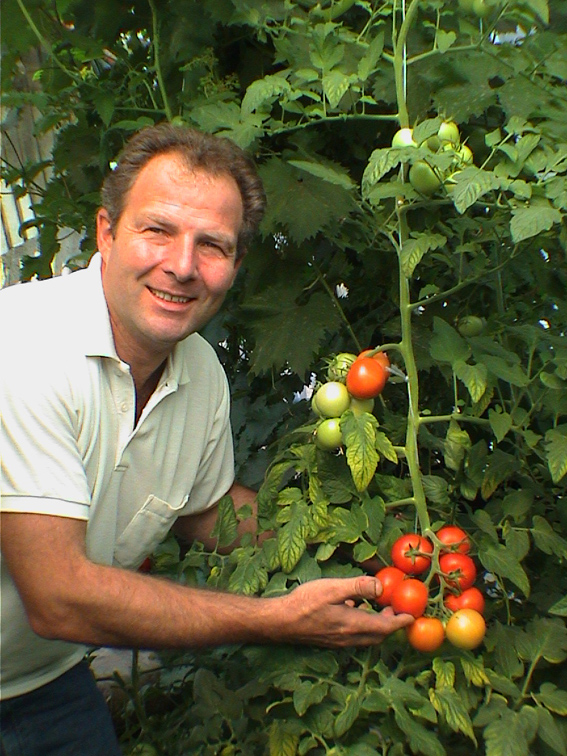
Fritz-Gerald Schröder

Fritz-Gerald Schröder (* 12. Juni 1961 in Lützen) ist ein deutscher Gartenbauwissenschaftler und Professor für Gemüsebau.

## Leben
Nach seinem Studium der Gartenbauwissenschaften an der Humboldt-Universität zu Berlin von 1982 bis 1987 begann sein Wirken am jetzigen Leibniz-Institut für Gemüse- und Zierpflanzenbau Großbeeren/Erfurt e. V. (vormals Zentralforschungsinstitut für Gemüsebau der DDR), wo er auch zusammen mit der Humboldt-Universität zu Berlin seine Promotion zum Dr. agr. bis 1992 durchführte. 1994 folgte die Berufung zum Professor für Gemüsebau an der Hochschule für Technik und Wirtschaft Dresden. In den Studiensemestern 2000/2001 und 2010/2011 vollführte Schröder ein Forschungssemester an der University of California, Davis (USA). Am 29. Juli 2006 wurde Schröder zum Ehrenprofessor der Károly-Róbert-Hochschule Gyöngyös (Ungarn) berufen.
Schröder ist verheiratet und hat drei Kinder.

## Forschungsarbeiten (Auswahl)
- Stimulierung von internen Anregungsprozessen in Algen durch eine zusätzliche kontinuierliche oder gepulste UV-Strahlung (2012–2014)
- Untersuchung der an Algen ablaufenden Mechanismen bei einer Mikrowellenbehandlung (2012–2013)
- Entwicklung innovativer Lampen zur Ertrags- und Qualitätssteigerung von bedeutenden Kulturen im Gemüse- und Zierpflanzenbau (2009–2012)
- Erprobung der Elektronenstrahlbehandlung zur Bekämpfung samenübertragbarer Krankheiten am Saatgut verschiedener Nutzpflanzen (2009–2012)
- Sensor gesteuertes System zur optimalen Lagerung von Äpfeln auf Basis von Ethylenmessungen (2009–2011)
- Entwicklung von nachhaltig ökologisch nutzbaren Pflanzensystemen mit Regenwassermanagement, Feinstaubminimierung und energetisch nutzbarer Biomasseproduktion (2009–2011)
- Entwicklung von Pflanzenkulturen für automatisierte städtische Fassadenbegrünung (2007–2009)
- Gaswechselmessungen in Biosystemen – Teilprojekt (2007–2008)

## Veröffentlichungen (Auswahl)
- D. Brohm, N. Domurath, F.-G. Schröder (2012): Microgardens to Assist in Areas of Conflict. Proc. of 13th Int. Days Gyöngyös
- D. Brohm, N. Domurath, F.-G. Schröder (2012): Urban Agriculture - A Challenge and a Chance. Proc. of 13th Int. Days Gyöngyös
- D. Brohm, N. Domurath, S. Faber, F.-G. Schröder (2010): A Method for Plant Stress Detection by Online Ethylene Measurement in the Root Zone of Hydroponic Cultivated Plants.
- D. Brohm, N. Domurath, F.-G. Schröder (2010): Establishment of Vegetation in Sealed and High-frequented Urban Areas: A Concept.
- N. Domurath, F.-G. Schröder (2008): Vertical Hydroponics for Urban Areas. Acta Hort. 843
- S. Wolter, D. Brohm, N. Domurath, J. Diebel, F.-G. Schröder (2008): Grüner Feinstaubbinder mit Sofortwirkung - Welchen Beitrag kann die Hecke am laufenden Meter zur Feinstaubentlastung in Städten leisten? Berichte und Informationen der HTW Dresden (1) 17-19
- F.-G. Schröder, H. Sell (2007): Use of Compost made from Livestock Manure as an Organic Substrate for Cucumber (cucumis sativus l.) grown in Greenhouse. Acta Hort. 819.
- F.-G. Schröder, H. Knaack (2006): Gas Concentration in the Root Zone of Cucumber grown in Different Substrates. Acta Hort. 761.
- F.-G. Schröder, K. Engwicht (2004): Gas concentration in the root zone of Rosa hybrida L. grown in different growing media. Acta Hort. 697.
- F.-G. Schröder, H. Bero (2001): Nitrate Uptake of Lactuca sativa L. Depending on Varieties and Nutrient Solution in Hydroponic System PPH. Acta Hort. 548.
- F.-G. Schröder, J.H. Lieth (2001): Gas Composition and Oxygen Supply in the Root Environment of Substrates in Closed Hydroponic Systems. Acta Hort. 644. 299-308
- D. Schwarz, F.-G. Schröder, R. Kuchenbuch (1996): Balance Sheets for Water, Potassium and Nitrogen for Tomatoes, Gartenbauwissenschaft (61) 5. 249-255
- F.-G. Schröder (1992): Beiträge zur Entwicklung und pflanzenbaulichen Bewertung des erdelosen Kulturverfahrens "Plant Plane Hydroponic". Dissertation an der Fakultät für Landwirtschaft und Gartenbau der Humboldt-Universität zu Berlin